# Liste der Wissenschaftsminister von Hessen
Dieser Artikel enthält eine Liste der Wissenschaftsminister von Hessen.

## Wissenschaftsminister Hessen (seit 1984)
| Name                                                      | Amtsantritt                         | Kabinett                            | Partei                              |
| Minister für Wissenschaft und Kunst                       | Minister für Wissenschaft und Kunst | Minister für Wissenschaft und Kunst | Minister für Wissenschaft und Kunst |
| --------------------------------------------------------- | ----------------------------------- | ----------------------------------- | ----------------------------------- |
| Vera Rüdiger                                              | 4. Juli 1984                        | Börner III                          | SPD                                 |
| Wolfgang Gerhardt                                         | 24. April 1987                      | Wallmann                            | FDP                                 |
| Evelies Mayer                                             | 5. April 1991                       | Eichel I                            | SPD                                 |
| Christine Hohmann-Dennhardt                               | 5. April 1995                       | Eichel II                           | SPD                                 |
| Hartmut Holzapfel (kommissarisch)                         | 11. Januar 1999                     | Eichel II                           | SPD                                 |
| Ruth Wagner                                               | 7. April 1999                       | Koch I                              | FDP                                 |
| Udo Corts                                                 | 5. April 2003                       | Koch II                             | CDU                                 |
| Silke Lautenschläger (kommissarisch)                      | 1. April 2008                       | Koch II                             | CDU                                 |
| Eva Kühne-Hörmann                                         | 5. Februar 2009 31. August 2010     | Koch III Bouffier I                 | CDU                                 |
| Boris Rhein                                               | 18. Januar 2014                     | Bouffier II                         | CDU                                 |
| Angela Dorn                                               | 18. Januar 2019 31. Mai 2022        | Bouffier III Rhein I                | Grüne                               |
| Minister für Wissenschaft und Forschung, Kunst und Kultur |                                     |                                     |                                     |
| Timon Gremmels                                            | 18. Januar 2024                     | Rhein II                            | SPD                                 |